# Замок Карбери
Замок Карбери (англ. Carbury Castle, Carbery Castle; ирл. Caisleán na Cairbre) — средневековый замок в Ирландии, расположенный в графстве Килдэр.

## История
Замок Карбери стоит около двух курганов начала бронзового века, возведённых после 3000 года до н.э. Он расположен на искусственном холме, который был насыпан англо-норманнскими феодалами приблизительно после 1171 года, после завоевания Ирландии. Изначально на этом холме была построена деревянная крепость, предшествующая собственно каменному замку. Крепость была построена феодалом Мейлером Фицгенри, а землю даровал ему граф Стронгбоу. У развалин замка сохранились древняя церковь, старый особняк, кладбище и мавзолей. 
Замок был построен на землях, издавна принадлежащих ирландскому клану Карбре Ви Харда (ирл. Cairbre Uí Chiardha). Клан возник как септ клана южных О’Нил (Ви Нейлл). Англоизованное название этого клана — «Кэри». Вожди этого клана упоминаются в «Летописи Четырёх Мастеров». Первое упоминание о вождях клана Карбре Ви Харда в этой летописи датируется 952 годом. 
В XIV веке землю вместе с замком приобрёл феодал норманнского происхождения, некий Де Бирмингем. Он и построил древнейшую часть каменного замка Карбери. Затем замком владела англо-норманнская семья Престон. Лорд Престон носил титул барона Горманстон. Замок недолго был в руках норманнских феодалов. Ирландские кланы постоянно атаковали замок и пытались вернуть себе свои исконные земли. После 1400 года замок уже был под их контролем. Примерно в 1446 году глава одного их кланов Данная Нил Веллеслис заключил мир с графом Шрусбери — Джоном Талботом и завладел этим замком. 23 октября 1554 года замок взял в аренду сроком на 21 год Генри Колли. С 1562 году семья Колли уже полностью владела замком. Колли были предками герцога Веллингтона. Семья Колли достроила и расширила замок. В начале XVII века в замке были достроены четыре больших дымохода и новые большие окна. К югу от замка семья Колли построила собственные церковь и семейный мавзолей. 
Во время восстания за независимость Ирландии в 1798 году замок использовали повстанцы в качестве своей базы. Тогда же замок во время боёв был сильно разрушен. 